# Кларк, Джим (монтажёр)
Джеймс Кларк или Джим Кларк (англ. Jim Clark; 24 мая 1931, Бостон, Линкольншир — 25 февраля 2016, Лондон) — британский монтажёр, участвовавший на протяжении 1953—2008 годов в работе над несколькими десятками художественных фильмов, включая собственную режиссуру нескольких фильмов. Обладатель ряда номинаций и призов за лучший монтаж от Академии кинематографических искусств и наук, BAFTA и Американской ассоциации монтажёров.

## Биография и карьера
Родился и вырос в Бостоне, Линкольншир, в семье директора типографии Джорджа Кларка и его жены Флоренс. Увлекался кино, по крайней мере с 10-летнего возраста, когда отец подарил ему любительский 9,5-миллиметровый кинопроектор Pathé Ace. Просматривая киноленты, Джим обратил внимание на использование в фильмах различных ракурсов съёмки и заинтересовался возможностью манипулировать снятыми по-разному кадрами, чтобы рассказать историю. Джим Кларк изучал все источники о кино, какие мог достать, а подростком основал в собственной школе общество кинолюбителей.
Окончив школу, несколько лет работал в отцовской типографии, в то же самое время развивая свое знакомство с «кухней» кино, регулярно посещая кинофестивали и заведя множество знакомств как с опытными, так и начинающими кинематографистами.
Приблизительно в 20-летнем возрасте получил предложение работы в Ealing Studios в качестве подручного в монтажном цехе. Перебравшись в Лондон, в 1951 году Кларк начал профессионально осваивать монтажное дело, ассистируя монтажёру Джеку Харрису и звукоинженерам Гордону Стоуну и Мери Хабберфилд. Спустя некоторое время после начала работы в профессии продюсер Бэзил Райт предложил Кларку в качестве первой самостоятельной работы монтаж детского фильма, однако впоследствии он вновь вернулся под наставничество Харриса.
В 1960 году Джек Харрис, приглашённый Стэнли Доненом участвовать в производстве фильма «Пакет с сюрпризом», но по какой-то причине отказавшийся, рекомендовал режиссёру вместо себя Джима Кларка, кто и стало для того фактическом началом самостоятельной карьеры, продолжившейся в следующем фильме Донена «Трава зеленее», нескольких фильмах Джека Клейтона и продолжительном сотрудничестве с Джоном Шлезингером, который неоднократно отзывался о монтажёре как «докторе Кларке», буквально спасшем несколько его картин.
В 1966 году он становится одним из основателей Гильдии британских монтажёров (ныне известна как Гильдия британских монтажёров кино и телевидения).
В промежутке между серединой 1960-х и серединой 1970-х годов попробовал свои силы в режиссуре, однако не стал продолжать.
Многие фильмы с профессиональным участием Кларка были удостоены номинаций и наград, в том числе, четыре из них — в категории монтажа, сделав его лауреатом «Оскара» и дважды лауреатом премии BAFTA. Кроме того, в 2005 году Американская ассоциация монтажёров удостоила Кларка премии за пожизненные профессиональные достижения.

### Личная жизнь
Был дважды женат. В 1955 женился на Джессике Эндрю, уже имевшей сына от своего предыдущего брака и родившей ему дочь Кейт. Овдовев в 1957, в 1961 (по другим данным, 1963 году) Кларк вторично женился на своей коллеге Лоранс Мери, которая помогала ему в процессе съемок фильма Charade, и прожил с ней до конца жизни, став отцом ещё одной дочери Сибил.
В 2011 году опубликовал в соавторстве в Джоном Майерсом книгу мемуаров «Починяющий мечту: приключения в киномонтаже», получившую положительные отзывы критиков.
Умер 25 февраля 2016 после продолжительной болезни.

## Избранная фильмография, номинации и награды
Перечислены только фильмы с энциклопедической значимостью по признакам наличия премий, номинаций либо профессиональных отзывов. Указаны номинации и премии только в категориях, имеющих отношение к функциям Джима Кларка в соответствующих фильмах.
| Год  | Русское название                             | Оригинальное название                                   | Режиссёр фильма                                                      | Функции Джима Кларка                      | Награды                                            | Категории                             | Результат |
| ---- | -------------------------------------------- | ------------------------------------------------------- | -------------------------------------------------------------------- | ----------------------------------------- | -------------------------------------------------- | ------------------------------------- | --------- |
| 1953 | Жестокое море                                | The Cruel Sea                                           | Чарльз Френд                                                         | ассистент звукорежиссёра                  |                                                    |                                       |           |
| 1954 | Любовная лотерея                             | англ. The Love Lottery                                  | Чарльз Крайтон                                                       | 2-й ассистент монтажа                     |                                                    |                                       |           |
| 1955 | Замочить старушку                            | англ. The Ladykillers                                   | Александр Маккендрик                                                 | 2-й ассистент монтажа                     |                                                    |                                       |           |
| 1960 | Пакет с сюрпризом                            | Surprise Package                                        | Стэнли Донен                                                         | монтажёр                                  |                                                    |                                       |           |
| 1960 | Трава зеленее                                | англ. The Grass Is Greener                              | Стэнли Донен                                                         | монтажёр                                  |                                                    |                                       |           |
| 1961 | Невинные                                     | The Innocents                                           | Джек Клейтон                                                         | монтажёр                                  |                                                    |                                       |           |
| 1962 | Семестр испытаний                            | англ. Term of Trial                                     | Питер Гленвилл                                                       | монтажёр                                  |                                                    |                                       |           |
| 1963 | Шарада                                       | англ. Charade                                           | Стэнли Донен                                                         | монтажёр                                  |                                                    |                                       |           |
| 1964 | Пожиратель тыкв                              | англ. The Pumpkin Eater                                 | Джек Клейтон                                                         | монтажёр                                  |                                                    |                                       |           |
| 1965 | Дорогая                                      | Darling                                                 | Джон Шлезингер                                                       | монтажёр                                  |                                                    |                                       |           |
| 1967 | Вдали от безумствующей толпы                 | Far from the Madding Crowd                              | Джон Шлезингер                                                       | монтажёр                                  |                                                    |                                       |           |
| 1969 | Полуночный ковбой                            | англ. Midnight Cowboy                                   | Джон Шлезингер                                                       | консультант                               |                                                    |                                       |           |
| 1970 | Должно быть в каждом доме                    | англ. Every Home Should Have One                        | Джим Кларк                                                           | режиссёр                                  |                                                    |                                       |           |
| 1972 | Зи и компания                                | англ. Zee and Co.                                       | Брайан Дж. Хаттон                                                    | монтажёр                                  |                                                    |                                       |           |
| 1972 |                                              | англ. Rentadick                                         | Джим Кларк                                                           | режиссёр                                  |                                                    |                                       |           |
| 1973 | Глазами восьми                               | англ. Visions of Eight                                  | Форман, Итикава, Лелуш, Озеров, Пенн, Пфлегар, Шлезингер, Сеттерлинг | монтажёр                                  |                                                    |                                       |           |
| 1974 | Психушка                                     | Madhouse                                                | Джим Кларк                                                           | режиссёр                                  |                                                    |                                       |           |
| 1975 | День Саранчи                                 | The Day of the Locust                                   | Джон Шлезингер                                                       | монтажёр                                  |                                                    |                                       |           |
| 1975 | Приключения хитроумного брата Шерлока Холмса | англ. The Adventure of Sherlock Holmes' Smarter Brother | Джин Уайлдер                                                         | монтажёр                                  |                                                    |                                       |           |
| 1976 | Марафонец                                    | Marathon Man                                            | Джон Шлезингер                                                       | монтажёр                                  | Премия BAFTA                                       | Лучший монтаж                         | Номинация |
| 1977 | Последний ремейк Красавчика Жеста            | англ. The Last Remake of Beau Geste                     | Марти Фельдман                                                       | монтажёр                                  |                                                    |                                       |           |
| 1979 | Агата                                        | Agatha                                                  | Майкл Эптед                                                          | монтажёр                                  |                                                    |                                       |           |
| 1979 | Янки                                         | англ. Yanks                                             | Джон Шлезингер                                                       | монтажёр                                  |                                                    |                                       |           |
| 1981 | Шоссе Хонки-Тонк                             | англ. Honky Tonk Freeway                                | Джон Шлезингер                                                       | монтажёр, режиссёр вспомогательной группы |                                                    |                                       |           |
| 1985 | Поля смерти                                  | The Killing Fields                                      | Ролан Жоффе                                                          | монтажёр                                  | Премия Американской ассоциации монтажёров («Эдди») | Лучший монтаж в полнометражном фильме | Номинация |
| 1985 | Поля смерти                                  | The Killing Fields                                      | Ролан Жоффе                                                          | монтажёр                                  | Премия «Оскар»                                     | Лучший монтаж                         | Победа    |
| 1985 | Поля смерти                                  | The Killing Fields                                      | Ролан Жоффе                                                          | монтажёр                                  | Премия BAFTA                                       | Лучший монтаж                         | Победа    |
| 1986 | Миссия                                       | The Mission                                             | Ролан Жоффе                                                          | монтажёр                                  | Премия «Эдди»                                      | Лучший монтаж в полнометражном фильме | Номинация |
| 1986 | Миссия                                       | The Mission                                             | Ролан Жоффе                                                          | монтажёр                                  | Премия «Оскар»                                     | Лучший монтаж                         | Номинация |
| 1986 | Миссия                                       | The Mission                                             | Ролан Жоффе                                                          | монтажёр                                  | Премия BAFTA                                       | Лучший монтаж                         | Победа    |
| 1988 | Молодой Тосканини                            | итал. Il giovane Toscanini                              | Франко Дзеффирелли                                                   | монтажёр                                  |                                                    |                                       |           |
| 1990 | Мемфисская красотка                          | Memphis Belle                                           | Майкл Кейтон-Джонс                                                   | монтажёр                                  |                                                    |                                       |           |
| 1991 | Встреча с Венерой                            | англ. Meeting Venus                                     | Иштван Сабо                                                          | монтажёр                                  |                                                    |                                       |           |
| 1993 | Жизнь этого парня                            | This Boy's Life                                         | Майкл Кейтон-Джонс                                                   | монтажёр                                  |                                                    |                                       |           |
| 1994 | Хороший человек в Африке                     | англ. A Good Man in Africa                              | Брюс Бересфорд                                                       | монтажёр                                  |                                                    |                                       |           |
| 1994 | Нелл                                         | Nell                                                    | Майкл Эптед                                                          | монтажёр                                  |                                                    |                                       |           |
| 1994 | Война пуговиц                                | War of the Buttons                                      | Джон Робертс                                                         | консультант                               |                                                    |                                       |           |
| 1995 | Имитатор                                     | Copycat                                                 | Джон Эймиэл                                                          | монтажёр                                  |                                                    |                                       |           |
| 1996 | Комната Марвина                              | Marvin's Room                                           | Джерри Цакс                                                          | монтажёр                                  |                                                    |                                       |           |
| 1997 | Шакал                                        | The Jackal                                              | Майкл Кейтон-Джонс                                                   | монтажёр, от автора                       |                                                    |                                       |           |
| 1999 | В июле 1916: Битва на Сомме                  | The Trench                                              | Уильям Бойд                                                          | монтажёр                                  |                                                    |                                       |           |
| 1999 | Онегин                                       | Onegin                                                  | Марта Файнс                                                          | монтажёр                                  |                                                    |                                       |           |
| 1999 | И целого мира мало                           | англ. The World Is Not Enough                           | Майкл Эптед                                                          | монтажёр                                  |                                                    |                                       |           |
| 2001 | Чмок, чмок, ба-бах                           | англ. Kiss Kiss (Bang Bang)                             | Стюарт Сагг                                                          | монтажёр                                  |                                                    |                                       |           |
| 2002 | Черчилль                                     | The Gathering Storm                                     | Ричард Лонкрейн                                                      | монтажёр                                  |                                                    |                                       |           |
| 2002 | Последнее дело Ламарки                       | англ. City by the Sea                                   | Майкл Кейтон-Джонс                                                   | монтажёр                                  |                                                    |                                       |           |
| 2004 | Вера Дрейк                                   | англ. Vera Drake                                        | Майк Ли                                                              | монтажёр                                  | Премия BAFTA                                       | Лучший монтаж                         | Номинация |
| 2006 |                                              | англ. Opal Dream / Pobby and Dingan                     | Питер Каттанео                                                       | монтажёр                                  |                                                    |                                       |           |
| 2008 | Беззаботная                                  | англ. Happy-Go-Lucky                                    | Майк Ли                                                              | монтажёр                                  |                                                    |                                       |           |

## Дополнительные ссылки и литература
- Clark, Jim (1931-) (англ.). BFI ScreenOnline. Дата обращения: 11 октября 2016.
- Alex Ritman. Jim Clark, Oscar-Winning Editor of 'The Killing Fields,' Dies at 85 (англ.). The Hollywood Reporter (1 марта 2016). Дата обращения: 11 октября 2016. Архивировано 28 декабря 2016 года.
- Carmel Dagan. Jim Clark, Oscar-Winning Editor of ‘The Killing Fields,’ Dies at 84 (англ.). Variety (1 марта 2016). Дата обращения: 11 октября 2016. Архивировано 25 сентября 2016 года.
- Ronald Bergan. Jim Clark obituary (англ.). The Guardian (13 марта 2016). Дата обращения: 11 октября 2016. Архивировано 29 декабря 2016 года.
- William Boyd. Why film editor Jim Clark was Hollywood’s greatest repairman (англ.). The Guardian (18 марта 2016). Дата обращения: 11 октября 2016. Архивировано 12 сентября 2016 года.